# Giovanni Soglia Ceroni
Giovanni Soglia Ceroni (ur. 10 października 1779 w Casola Valsenio, zm. 12 sierpnia 1856 w Osimo) – włoski kardynał.

## Życiorys
Wstąpił do seminarium duchownego w Imoli, a następnie studiował filozofię w Bolonii. 1 stycznia 1803 przyjął święcenia kapłańskie. 22 lipca 1807 ukończył studia na Sapienzy, gdzie uzyskał doktorat utroque iure. Pracował także w Kurii Rzymskiej i był szambelanem oraz jałmużnikiem Jego Świątobliwości.
2 października 1826 został wybrany arcybiskupem tytularnym Efezu, a 20 października przyjął sakrę. W tym samym roku został sekretarzem Kongregacji ds. Biskupów i Zakonników, a 6 kwietnia 1835 łacińskim patriarchą Konstantynopola. 12 lutego 1838 został kreowany kardynałem in pectore. Jego nominacja została ogłoszona 18 lutego 1839, gdzie otrzymał kościół tytularny Santi Quattro Coronati. Tego samego dnia został mianowany biskupem (z własnym tytułem arcybiskupa) Osimo. Od 4 czerwca do 29 listopada 1848 pełnił rolę sekretarza stanu.